# Élection présidentielle ivoirienne de 1995
 (avril 2011).
Si vous disposez d'ouvrages ou d'articles de référence ou si vous connaissez des sites web de qualité traitant du thème abordé ici, merci de compléter l'article en donnant les références utiles à sa vérifiabilité et en les liant à la section « Notes et références ».
L'élection présidentielle ivoirienne de 1995 s'est déroulée le 22 octobre 1995 afin d'élire le second président de la république de Côte d'Ivoire pour un mandat de cinq ans.
L'élection intervient deux ans après la mort du président Félix Houphouët-Boigny. Son successeur par intérim en qualité de président de l'Assemblée nationale, Henri Konan Bédié, l'emporte largement au premier tour dans le contexte d'un important boycott du scrutin, les principaux opposants ayant été empêchés de participer.

## Contexte
Le 7 décembre 1993, le président Félix Houphouët-Boigny décède à Yamoussoukro des suites d'un cancer en phase terminale. Henri Konan Bédié lui succède en tant que président de l'Assemblée nationale jusqu’au terme du mandat de son prédécesseur, prévu en septembre 1995.
S'il encourage la stabilité nationale, Henri Konan Bédié est cependant accusé de corruption, ainsi que de répression politique. Il poursuivit cependant la politique économique libérale de son prédécesseur.

## Candidatures

### Exclusion des principaux candidats

#### Alassane Ouattara
Ancien premier ministre, Alassane Ouattara est empêché de se présenter en 1995 à la suite d'une réforme du code électoral du 8 décembre 1994 qui stipule que les candidats à la présidence doivent prouver leur ascendance ivoirienne. Travaillant au FMI, et ayant pris ses distances avec le PDCI, il devenait l'un des mieux placés pour battre Henri Konan Bédié. Mais, la mise en place du "concept d'ivoirité" a ruiné ses espoirs.

#### Laurent Gbagbo
Candidat contre Félix Houphouët-Boigny en 1990, il décide de boycotter le scrutin afin d'apporter son soutien à Alassane Ouattara qui deviendra plus tard son rival.

### Candidatures acceptées
La liste des candidats fut dévoilée par le Conseil constitutionnel le 6 octobre 1995. Deux candidats ne purent se présenter car ils n'avaient pas recueilli les 5 000 parrainages nécessaires pour se présenter. Alassane Ouattara, Laurent Gbagbo et deux autres candidats furent disqualifiés, non-qualifiables ou bien qualifiables mais ont tous préféré boycotter le scrutin du 22 octobre 1995.
La liste est la suivante :
- Henri Konan Bédié, candidat du Parti démocratique de Côte d'Ivoire ;
- Francis Wodié, candidat du Parti ivoirien des travailleurs.

### Candidatures refusées[4]
- Amadou Koné, Union nationale pour la démocratie
- Philibert Kouassi, Parti socialiste révolutionnaire ivoirien
- Soumah Yadi, Parti libéral de Côte d'Ivoire
- Dieudonné Zadi Agui, indépendant

## Campagne électorale
L'entrée en campagne électorale intervient le samedi 7 octobre, pour un premier tour le dimanche 22 octobre.
Le 6 octobre 1995, le nom des candidats est dévoilé par le Conseil constitutionnel. Le lendemain, les candidats partent en campagne électorale pour quinze jours. Henri Konan Bédié se propose pendant cette campagne de rencontrer les partis de l'opposition, une proposition qui reste cependant sans suite. Francis Wodié fait quant à lui surtout campagne sur le fait que le PDCI était déjà au pouvoir depuis plus de quarante ans.

## Boycott du scrutin
Le RDR, fondé un an auparavant soutenait la candidature d'Alassane Ouattara. Mais, pendant que celui-ci était à New York pour travailler au FMI, le code électoral fut modifié, ce qui l'empêcha de se présenter. Le parti de l'opposition ayant pris ses distances avec le PDCI dès décembre 1993 appela au boycott du scrutin et à l'abstention chez les électeurs.
Le FPI, quant à lui déjà présent en 1990 face à Félix Houphouët-Boigny avait l'intention de présenter une nouvelle candidature par l'initiative de Laurent Gbagbo. Mais celui-ci décida d'apporter son soutien au parti d'Alassane Ouattara et appela également au boycott du scrutin et à l'abstention.

### Ralliements
Francis Wodié n'ayant bénéficié d'aucun soutien, il ne put rivaliser avec le président sortant et s'inclina très largement.

## Résultats
| Candidats                | Candidats                | Partis                   | Premier tour | Premier tour |
| Candidats                | Candidats                | Partis                   | Voix         | %            |
| ------------------------ | ------------------------ | ------------------------ | ------------ | ------------ |
|                          | Henri Konan Bédié        | PDCI                     | 1 837 154    | 96,04        |
|                          | Francis Wodié            | PIT                      | 75 669       | 3,96         |
|                          |                          |                          |              |              |
| Votes valides            | Votes valides            | Votes valides            | 1 912 823    | 97,31        |
| Votes blancs et nuls     | Votes blancs et nuls     | Votes blancs et nuls     | 52 822       | 2,69         |
| Total                    | Total                    | Total                    | 1 965 645    | 100          |
| Abstention               | Abstention               | Abstention               | 1 791 281    | 47,68        |
| Inscrits / participation | Inscrits / participation | Inscrits / participation | 3 756 926    | 52,32        |

## Analyse
Seuls 56,2 % des électeurs se rendent aux urnes. L'encouragement au boycott du scrutin donne une marge confortable à Henri Konan Bédié qui est élu sans surprise avec 96,16 % des suffrages soit 1 640 635 bulletins de vote en sa faveur.
L'écart entre les candidats est encore plus important qu'en 1990. Henri Konan Bédié. Francis Wodié n'arrive en tête dans aucune région et s'incline très largement avec seulement 3,84 % des voix.